# Olga Sviblova
Olga Lvovna Sviblova (en rus: Ольга Львовна Свиблова, Moscou, URSS, 6 de juny de 1953) és una conservadora d'art, directora de cinema i administradora d'art. L'any 1966, va fundar la Moscow House of Photography, que més tard es convertiria en la Multimedia Art Museum de Moscou, de la qual va ser directora des de l'establiment de la institució.

## Biografia
Graduada de la Universitat Estatal de Moscou en psicologia, va obtenir més tard el doctorat en filosofia estudiant la psicologia en l'art. En els anys 70 va treballar com a escombriaire, per tenir, segons va dir, "una feina per a gent intel·ligent". En els anys 80, va crear documantals, guanyant molta fama tant a la Unió Soviètica com internacionalment. La primera exposició que va organitzar va ser l'any 1987, quan va participar en una mostra d'artistes soviètics emergents. Al llarg de la seva carrera de més de tres dècades, ha tingut cura de més de cinc-centes exposicions d'art visual contemporani i fotografia a Rússia, i internacionalment.
L'any 2007 i el 2009 va ser la conservadora del pavelló nacional de Rússia en la Biennal de Venècia.

## Premis
- Ordre de l'Amistat (2007), Rússia[5]
- Cavallera, i oficial de la Legió d'Honor (2008, 2017), França[9][10]
- Orde al Mèrit (2011), Itàlia[11]